# Lucas da Vila de Sant'anna da Feira
Lucas da Vila de Sant'anna da Feira é um romance gráfico brasileiro escrito por Marcos Franco e Marcelo Lima e desenhado por Hélcio Rogério, lançado de forma independente em 2010.
O livro conta a história de Lucas da Feira, um ex-escravo fugido que se tornou cangaceiro e atuou no início do século XIX na região de Feira de Santana. Não há um consenso entre os historiadores sobre vários aspectos da vida de Lucas, especialmente se ele seria apenas um "retrato da época" ou um psicopata, então o livro dialoga com diversas fontes e mostra uma história possível desse personagem e suas motivações.
A história foi desenvolvida por Marcos Franco e Marcelo Lima a partir de uma extensa pesquisa sobre Lucas da Feira, que, inclusive, é relacionada ao fim do livro como referência bibliográfica. O livro também conta com um glossário e estudo de personagens como extras da edição. Os autores, inclusive, apresentaram o livro em 2011 como projeto universitário no XVIII Prêmio Expocom (Exposição da Pesquisa Experimental em Comunicação) que ocorreu durante o evento Intercom, da Sociedade Brasileira de Estudos Interdisciplinares da Comunicação.
Marcos Franco coletava recortes de jornal, livros e memórias orais sobre Lucas da Feira desde 1999. Em 2009, se juntou a Marcelo Lima para aprofundar a pesquisa com entrevistas com pesquisadores e estudiosos sobre o tema, incluindo Franklin Maxado, Clóvis Ramaiana, Augusto Monte, Jairo Cedraz, Marialvo Barreto e Jhonatas Monteiro.
A obra foi patrocinada pelo Banco do Nordeste e Ministério da Cultura através do Edital de Microprojetos Culturais. Houve um pré-lançamento em Feira de Santana em setembro de 2010. Em 2011, o livro ganhou o Prêmio Angelo Agostini de melhor lançamento independente. Hélcio Rogério e Marcos Franco também ganharam, respectivamente, como melhor desenhista e melhor roteirista.
Em 2012, Marcos Franco e Hélcio Rogério retornaram à vida de Lucas da Feira com o romance gráfico Sant'anna da Feira, Terra de Lucas, que pôde trabalhar com mais profundidade o personagem em 176 páginas contra as 48 páginas (sendo apenas 30 de quadrinhos) da primeira obra. Embora sejam duas obras distintas, o novo livro deu continuidade à pesquisa de Marcos Franco que originou o primeiro álbum.